# Zumsteinspitze
Zumsteinspitze (wł. Punta Zumstein) – szczyt w Alpach Pennińskich, części Alp Zachodnich. Leży na granicy między Szwajcarią (kanton Valais) a Włochami (region Piemont). Należy do masywu Monte Rosa. Przełęcz Grenzsattel oddziela go od Dufourspitze, a przełęcz Colle Gnifetti oddziela go od Grenzgipfel. Szczyt można zdobyć ze schronisk Rifugio Gnifetti (3647 m), Capanna Margherita (4559 m) i Rifugio Città di Mantova (3470 m) po stronie włoskiej oraz Monte Rosa Hut (2795 m) po stronie szwajcarskiej. Szczyt otaczają lodowce Gornergletscher i Grenzgletscher.
Pierwszego wejścia dokonali Joseph Zumstein, Molinatti, Castel, Joseph i Johann Niklaus Vincent 1 sierpnia 1820 r. Pierwszego zimowego wejścia dokonał E. Allegra wraz z przewodnikami 30 marca 1902 r.